# Paralastor multicolor
Paralastor multicolor är en stekelart som beskrevs av Perkins 1914. Paralastor multicolor ingår i släktet Paralastor och familjen Eumenidae. Inga underarter finns listade i Catalogue of Life.